# Abbaye d'Eußerthal
L'abbaye d'Eusserthal est une ancienne abbaye cistercienne située à Eußerthal, dans le Land de Rhénanie-Palatinat, dans le diocèse de Spire.

## Histoire
Le monastère est fondé en 1148 par Stephan von Mörlheim et reçoit des moines cisterciens venant de l'abbaye de Villers-Bettnach en Lorraine. L'abbaye a pour mission le développement de la vallée. En 1186, elle est placée sous la protection de Frédéric Barberousse et reçoit des dons importants comme des vignobles dans le sud du Palatinat rhénan. Les moines sont chapelains de Trifels, où l'on conserve les bijoux impériaux du XIIe siècle au XIIIe siècle. Ensuite l'abbaye perd son importance.
Autour du monastère, une cité se développe. Au XVe siècle, le lieu est pillé à plusieurs reprises. Pendant la guerre des Paysans allemands, en 1525, l'abbaye est pillée et incendiée. Elle est reconstruite en 1552 par l'abbé Martin II. En 1561, Frédéric III du Palatinat prononce la dissolution de l'abbaye au nom de la Réforme protestante.
En 1591, Eußerthal a sa propre paroisse. Au XVIIe siècle et XVIIIe siècle, plusieurs tentatives pour faire renaître l'abbaye échouent. Elle était la propriété d'un prieuré de Mörlheim (aujourd'hui un quartier de Landau in der Pfalz).
Elle sert actuellement d'église paroissiale.

## Architecture
La construction de l'église commence probablement en 1220, elle est consacrée en 1262. Le plan de l'église est encore roman, mais les voûtes montrent déjà un style gothique tardif. Selon l'habitude des Cisterciens, l'église n'a pas de clocher, mais un clocheton sur la croisée du transept. Le bâtiment est fait de grès rouge. il est une basilique en forme de croix comprenant un vaisseau et deux collatéraux. Les voûtes de la nef et du chœur seront maintenus par des arcs-boutants. On note de nombreuses similitudes avec l'abbaye d'Otterberg, construite à la même période.
Aujourd'hui, il ne reste de l'église abbatiale originale que le chœur, le transept et la première travée de la nef. Les bâtiments monastiques et le cloître ont disparu. Le chœur a en son centre une rosace en tracerie et une sculpture en relief représentant un dragon.
Au XVIIIe siècle, les vestiges de l'église sont rétablis pour aménager l'édifice en église paroissiale. Après le dégagement des ruines de la nef, une nouvelle façade est élevée. Le bâtiment a maintenant les caractéristiques d'un plan centré. La bonne acoustique du lieu fait la réputation d'un festival musical tous les étés. En 1961, on fait une grande restauration de la partie romane.
L'orgue dans le transept sud dispose de 23 registres sur deux claviers et un pédalier. Il est l'œuvre de Hugo Wehr qui l'a construit dans les années 1970.